# Urracá

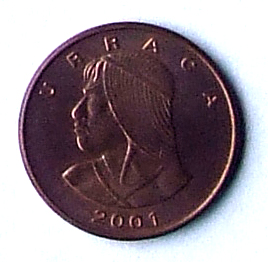
Urracá auf der panamaischen 1 Centesimo-Münze

Urracá (deutsch: Elster; guaymí: Ubarragá Maniá Tigrí; † 1531) war ein Kazike der Guaymí und Führer des Widerstandes gegen die Konquista.

## Leben
Urracá gelang es nach Ankunft der Spanier mehrere untereinander verfeindete Stämme im Widerstand gegen die Spanier zu vereinen. Er leistete mit wechselndem Erfolg über Jahre militärischen Widerstand gegen die Konquista. Nachdem er durch List in Gefangenschaft geraten war und nach Spanien verschifft werden sollte, konnte er sich befreien, sammelte seine Verbündeten erneut und nahm den Kampf wieder auf.
Bartolomé de Las Casas beschrieb ihn in seiner Historia de las Indias als (…) tapferen, mutigen, klugen Mann, der geschickt in der Kriegführung war (…).
Ihm zu Ehren wurde in Santiago de Veraguas eine Statue von ihm aufgestellt. Sein Porträt ist seit 2001 auf der 1 Centesimo-Münze zu sehen.